# Dodge Caliber
El Dodge Caliber es un automóvil utilitario símil todocamino del segmento C, producido por el consorcio germano-estadounidense DaimlerChrysler Corporation en su planta de Belvidere, Illinois, Estados Unidos, desde fines del año 2005 hasta finales del 2011. El Caliber fue mostrado como prototipo en el Salón del Automóvil de Ginebra de 2005 y como modelo de producción en el Salón del Automóvil de Detroit de 2005. En el año 2009 apareció su versión actualizada en el Salón del Automóvil de Frankfurt.
El vehículo fue lanzado por Daimler Chrysler Corporation AG con el objetivo de introducir toda su gama de vehículos en todos los mercados mundiales. En Asia, aprovechando ser propietaria al 14% de Mitsubishi, se introdujo en mercados como Japón y Singapur, abriendo nuevos canales de venta, incluida China, siendo la primera vez que la firma lo hizo allí desde la Segunda Guerra Mundial en los años cuarenta. En Europa y Australia supuso el regreso de la marca después de abandonar aquellos mercados en la década de 1970.
El Caliber nace sobre la base de la plataforma GS diseñada entre Chrysler y Mitsubishi y que luego Chrysler modificó para sus modelos pasándose a llamar plataforma JS para vehículos medios y PM/MK para compactos. Comparte plataforma con el Mitubishi Lancer pero su más directa plataforma es la que comparte con la del Jeep Patriot y Jeep Compass. El Caliber es un hatchback de cinco puertas más alto que la media, basado en la plataforma PM/MK de Chrysler; compitiendo así con el modelo de ésta, llamado PT Cruiser.

## Motorización, Tracción y Caja de cambios
Tiene motor delantero transversal y de tracción delantera (FWD) o tracción total (AWD). La caja de cambios era manual (de cinco o seis velocidades, según versión) o automática, llamada transmisión variable continua. Esta caja de cambios automática procede de Jatco, que es un proveedor independiente de transmisiones, modificada posteriormente por Dodge y llamada CVT2 siendo el segundo modelo de la marca DaimlerChrysler AG que la utiliza, utilizándola primeramente algunos vehículos Mercedes lanzados al mercado anteriormente.
Todos los motores del Caliber son de cuatro cilindros en línea y cuatro válvulas por cilindro. Se lanzaron cuatro versiones en gasolina y una en diésel, esta última dirigida exclusivamente al mercado europeo y australiano.
Las versiones con motor de gasolina estaban dotadas con el motor WORLD, (que es un motor diseñado y fabricado entre Chrysler, Mitsubishi y Hyundai) son: un 1.8 litros de 150 cv (110 kW), un 2.0 litros de 158 cv (118 kW), un 2.4 litros atmosférico de 172 cv (129 kW) y un 2.4 litros con turbocompresor y 285 cv (213 kW).
Para la versión Diesel se eligió el robusto y versátil motor D-BSY Volkswagen AG de 1998 cm³ de 138 cv (103 kW) con inyección directa de alimentación por inyector-bomba, turbocompresor de geometría variable e intercooler. A partir del 2008 los Caliber diésel vienen equipados con otra variante del mismo motor, la D-BKD Volkswagen AG de 1998 cm³ de 168 cv (125kW)

## Seguridad
La agencia estadounidense "IIHS" (Institute for Insurance in Highway Safety) le ha concedido la clasificación "GOOD" (Buena) en ensayos de impactos frontales. En impactos laterales ha sido clasificado como "STANDARD" siendo utilizados para dicha prueba los airbags laterales, que vienen instalados de serie, y también los de torso, (opcionales de fábrica en algunos modelos). 

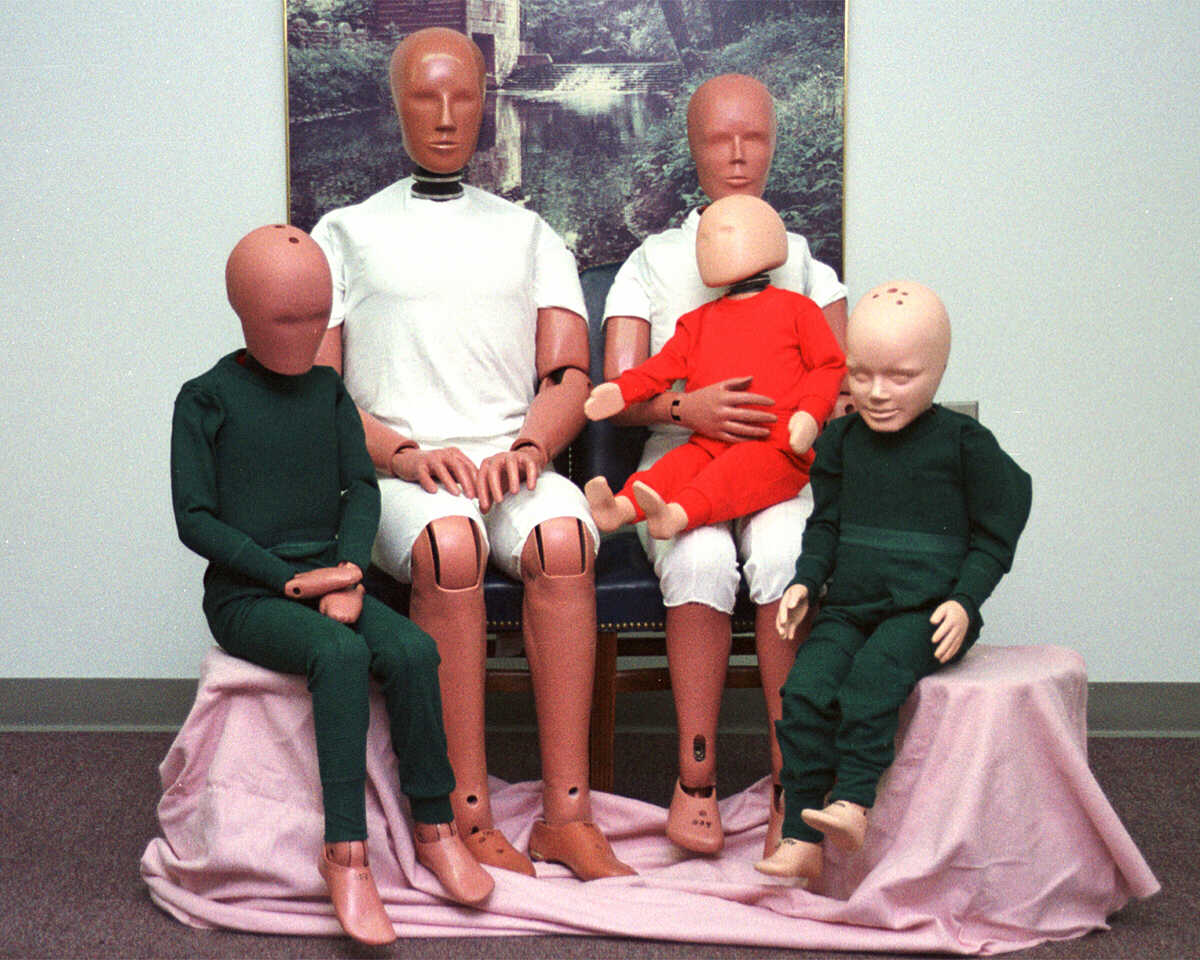
Familia de dummies, (muñecos utilizados en los Crash Test)

En Europa fue analizado por EuroNCAP, el organismo que testa la seguridad de los coches nuevos, y obtuvo una media de 8 sobre 10. Los resultados fueron: 4/5 en protección a adultos, 4/5 en protección a niños y 1/5 en protección al peatón en caso de atropello. 

## Versiones comercializadas del modelo
DODGE CALIBER S
La versión más básica estaba disponible con el motor 1.8i y 2.0 CRD, (el segundo con cambio manual de 6V, el primero con cambio manual de 5V). Todos ellos con tracción delantera.

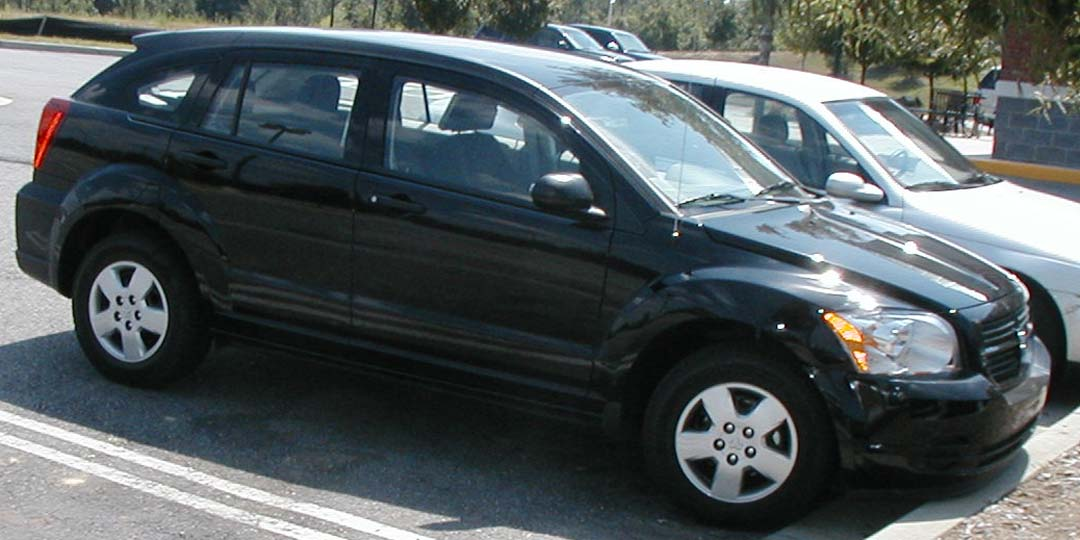
Dodge Caliber S, (SE en el continente americano)

Su equipamiento era muy básico, constando de ABS, EBD (con BAS+ESP+TCS en versiones 2.0 CRD), airbag del conductor, pasajero y laterales de cortina, aire acondicionado (excepto 1.8i), asiento trasero abatible por partes, cierre centralizado con mando a distancia, consola portaobjetos delantera, elevalunas eléctricos, equipo de audio, espejos retrovisores eléctricos plegables y volante regulable.

En opción podía equipar: 
Aire acondicionado (1.150€)
Equipo de audio CD (250€)
Equipo de audio especial con altavoces adicionales en el maletero (500€)
Pack Music Gate Power, (que incluía volante de cuero multifunción y equipo de audio especial con altavoces adicionales en el maletero) (785€)
Techo corredizo (1.000€)
Sistema de navegación (2.700€)

### DODGE CALIBER SE

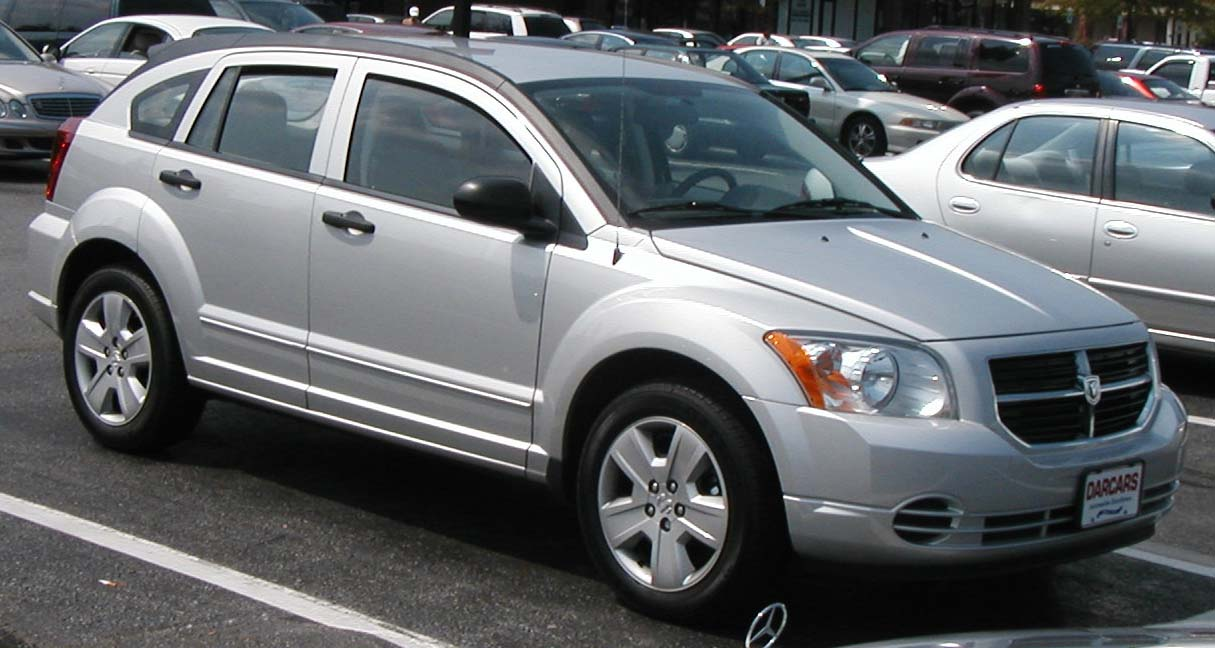
Dodge Caliber SE Americano

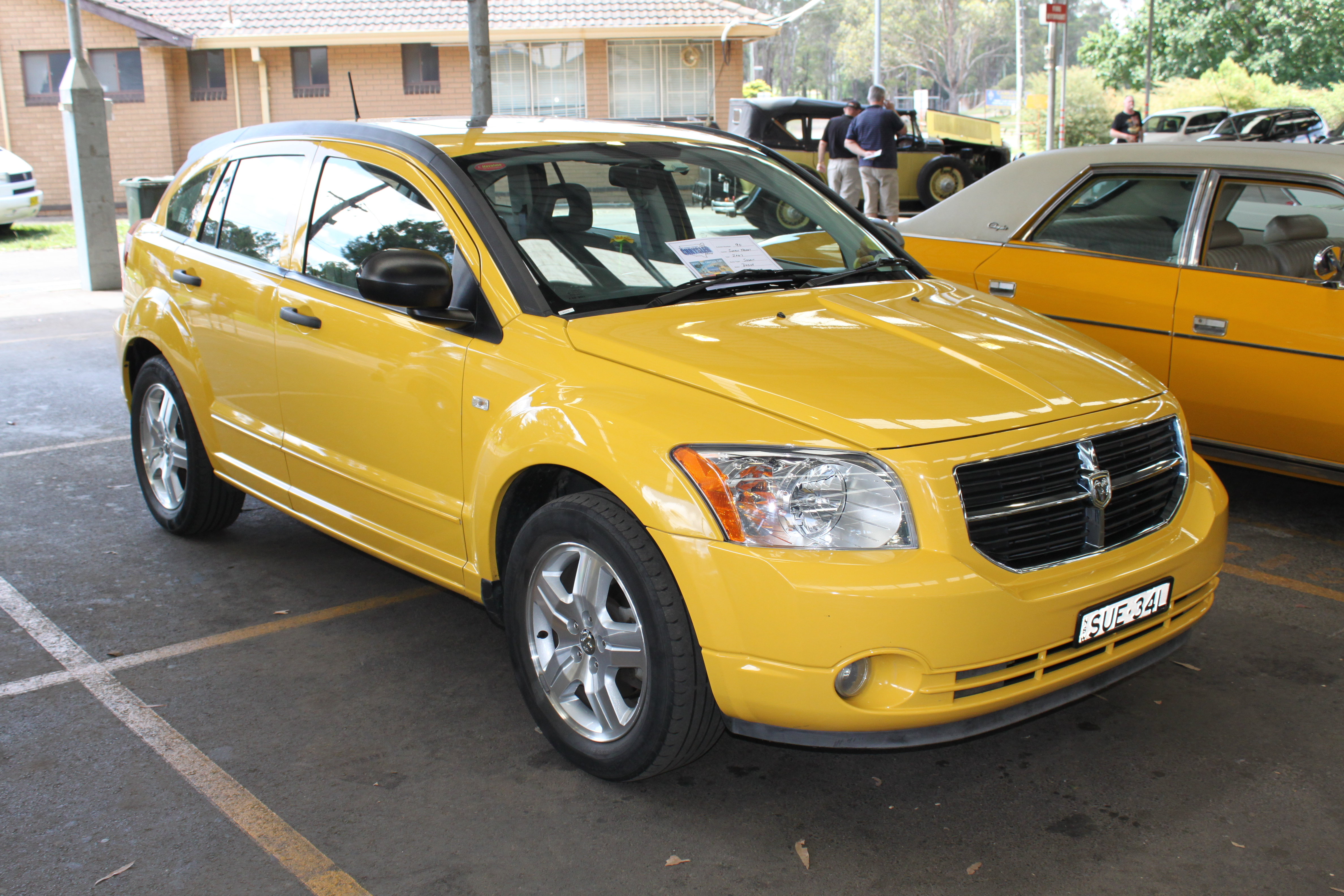
Dodge Caliber SE Europeo

Era el modelo más básico de la serie. Montaba el motor WOLD 1,8i de 148 CV de tracción delantera y una caja de cambios T355 Magna de 5 velocidades. Como opción también podía montar el motor WORLD 2,0i de 158 CV de tracción delantera y con cambio automático CVT2 hasta finales del 2011. 
El modelo de serie ofrecía opcionalmente la instalación de aire acondicionado, ventanas eléctricas y cierre centralizado y sufría carencias como el indicador de r.p. m. en el cuadro de mandos. La parrilla delantera era del mismo color que la carrocería. De serie montaba unas llantas de acero estampado de 15 pulgadas con tapacubos, (montando unas llantas de aleación de 17" en Europa). 
En el 2010 se le cambió de nombre y pasó a llamarse "Main Street" o "EXPRESS", según mercados. En Europa, el nombre no varió. En el 2012 volvió a llamarse SE y se suprimió la opción de montar la transmisión CVT2, (esto no fue necesario en Europa, pues nunca había montado la caja de cambios automática una versión SE).
Hubo una variante limitada del SE en Europa, denominada SE Design. Ésta incorporaba el equipamiento del SE corriente más un equipo de audio con lector de CD y MP3, además de unas llantas de aleación de diseño estilo "SXT", pero sin cromados. Volvemos a nombrar este equipamiento en el SXT porque ésta era una serie "limitada".

### DODGE CALIBER SXT

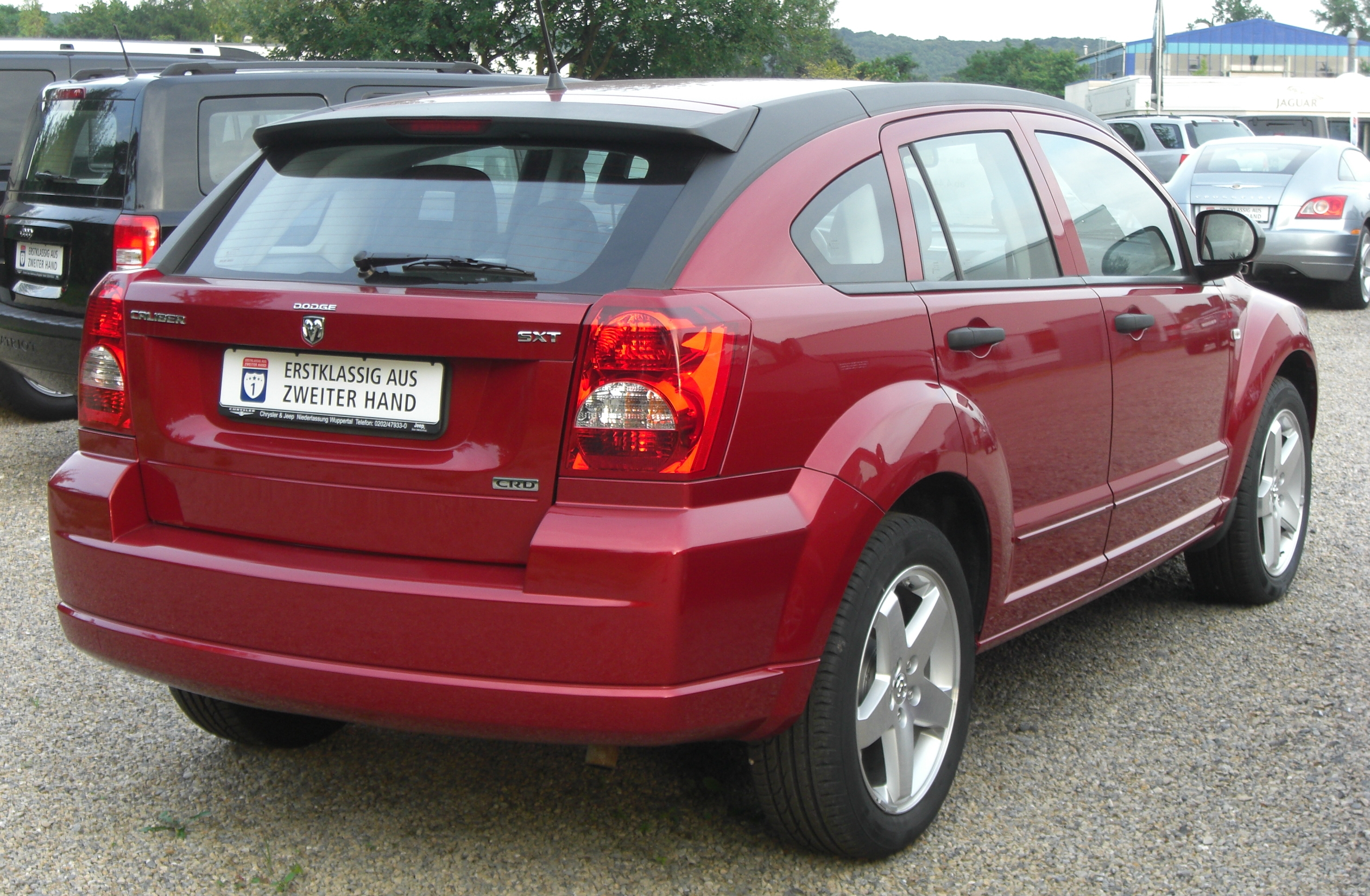
Dodge Caliber SXT

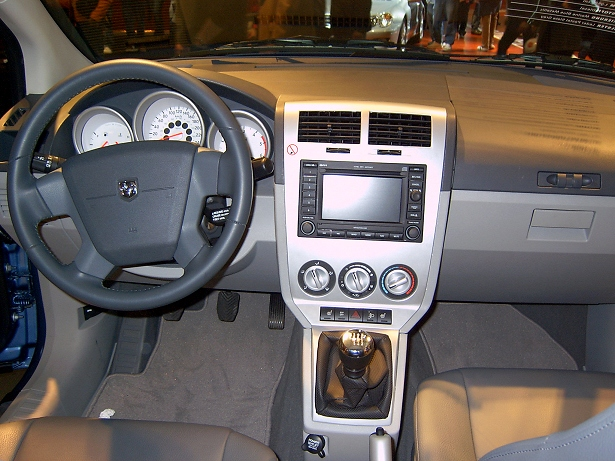
Interior de un Dodge SXT Limited 2.0 CRD, (modelo americano, pues no tiene el volante multifunción)

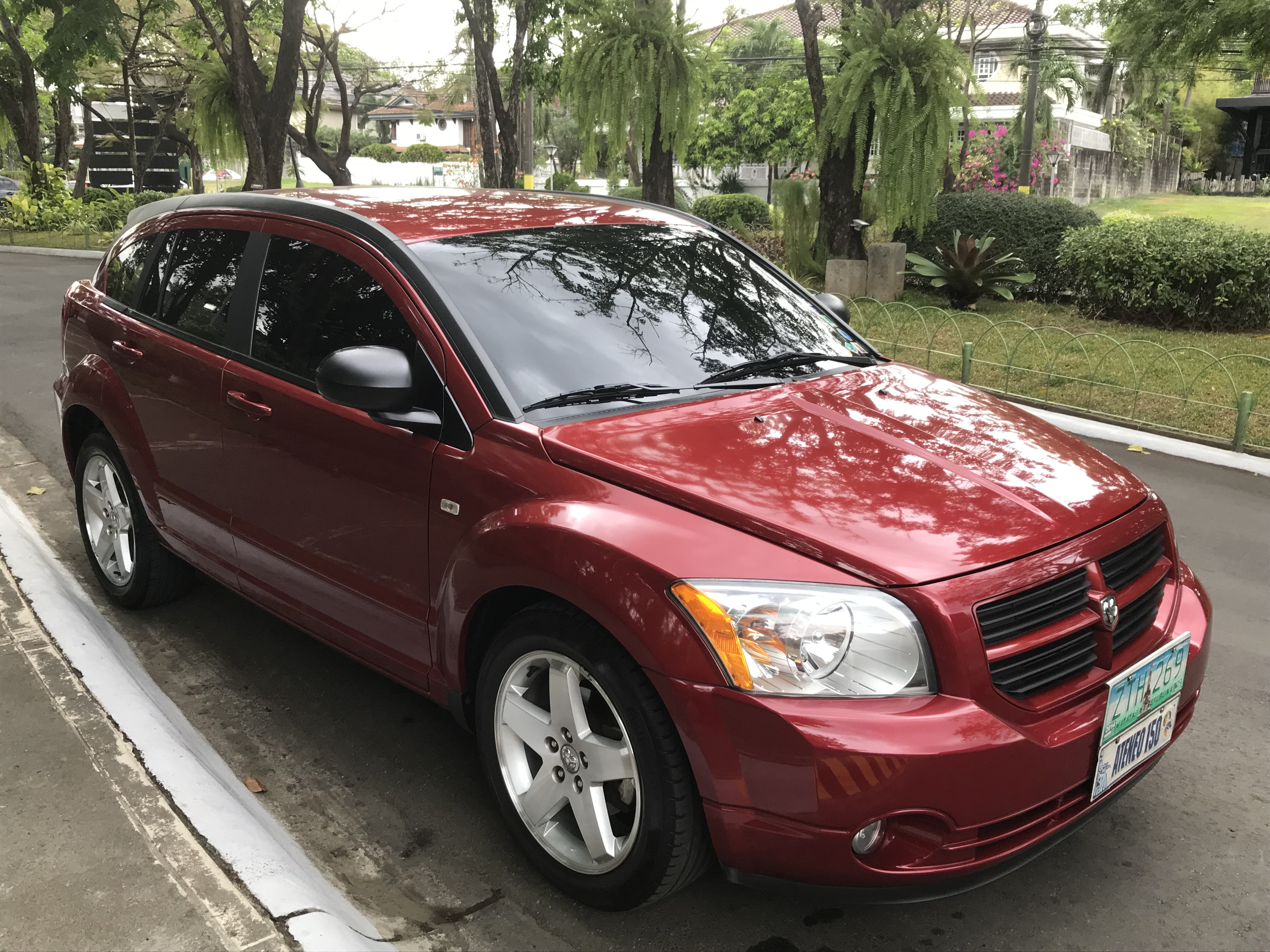
Delantera de un Dodge Caliber SXT Limited, (se diferencia por los cromados y las manillas de las puertas en color de la carrocería)

Este modelo tenía las mismas opciones de motor que el SE más la opción del motor 2.0 Aut. 6V, en su variante SXT Limited, como única versión para este motor, (también era tracción delantera). Viene de serie con el equipamiento de los S y SE, añadiendo cargadores de CD, lector de MP3, control de velocidad, control de presión de los neumáticos, cromados en parrilla y laterales, faros antiniebla y volante de cuero multifunción. 
Como opciones se ofrecieron la alarma antirrobo, luces antiniebla, medidor de peso de conductores delanteros para ajuste automático del airbag, volante con control de audio integrado y asientos calefactables delanteros. Exteriormente la parrilla delantera es cromada.
De serie monta unas llantas de aluminio de 17 pulgadas y como opción de 18 pulgadas.
Algunas ediciones en concesionarios oficiales en Europa anunciaban un modelo SXT "Sport Wagon" mientras que al mismo tiempo, en Dodge Website aparecía un modelo llamado SXT "E", siendo estos dos modelos idénticos y consistían en una variante que tomaba extras de su hermano el Caliber R/T e incluía de serie detalles como las llantas de aluminio de 18 pulgadas, sistema de estabilidad ESP/BAS, luces antiniebla, sistema de programa EVIC, espejos exteriores calefactados, asientos mimetizados con insercciones en asientos y salpicadero al mismo color con carrocería y equipo de audio con amplificador de 500 w y 9 altavoces (2 integrados en el portón trasero para uso en pic-nic) con mandos de control en el volante. Esta variante SXT se distinguía exteriormente por la parrilla delantera mimetizada en el mismo color de la carrocería. En el 2011 esta versión pasó a llamarse "Heat", revirtiendo a SXT y SXT Plus en 2012.
Sin embargo, en Europa, el mundo de las versiones SXT era, definitivamente, un mundo aparte.
Estaban los SXT, SXT Sport y SXT Limited. Todos ellos con algo más de equipamiento que el anterior. El SXT Limited, la versión más lujosa de la gama Caliber, tenía todo el equipamiento de los S, SE, SE Design, SXT y SXT Sport. Pero, aparte de tener todo esto, añadía asientos calefactables de cuero color crema, que le daban el toque más lujoso y distinguido. Además, las versiones SXT, (incluyendo el Sport y Limited), llevaban de serie los cromados en parrilla y laterales, algo que también los distinguía de los demás. Como curiosidad, el cuero del SXT Limited, la única versión que llevaba tapicería de cuero, estaba demasiado satinado, lo cual hacía que brillase mucho y fuese muy bonito, pero a veces era algo incómodo, pues resbalaba mucho.

### DODGE CALIBER R/T

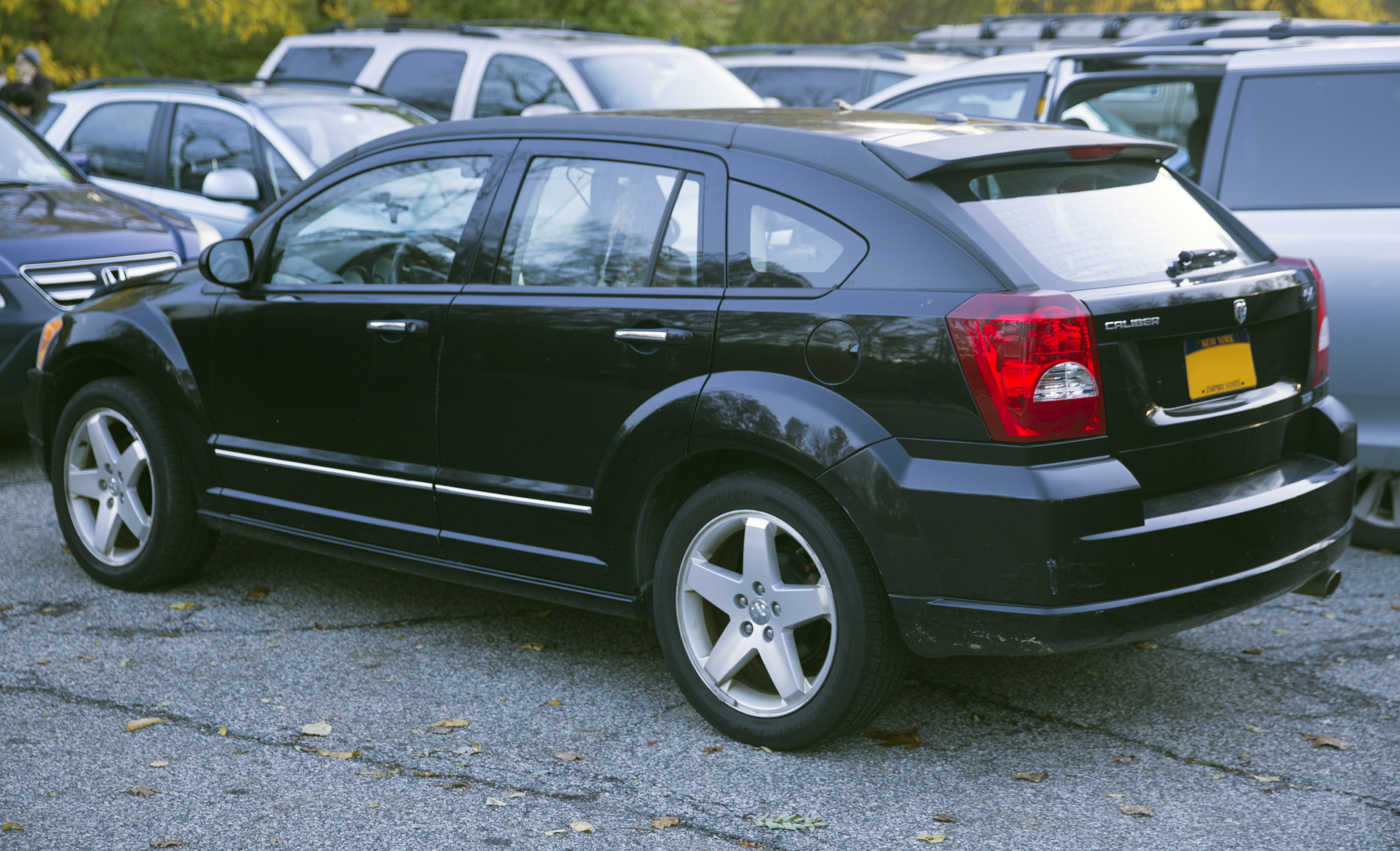
Dodge Caliber R/T

No comercializado en España, este era el único modelo con posibilidad de tener una tracción total (AWD) que venía de serie solo con cambio de marchas automático. Posteriormente se lanzó otra variante con cambio de marchas manual pero con tracción delantera FWD únicamente. Para las dos versiones, el R/T montaba el motor WORLD de cuatro cilindros en línea 2,4i que desarrolla 173 CV (129 kW). En la versión automática con tracción total equipaba el cambio CVT2 pero con una variante programada llamada AutoStick que permitía seis marchas diferentes sin tener que utilizar ningún embrague, además de la ya conocida marcha CVT “Drive” que equipaba a otros modelos. En la variante con cambio de marchas manual y tracción delantera disponía de la caja de cambios T355 de cinco velocidades. El sistema de frenos venía con ABS, BAS, ESP de serie. La suspensión y la dirección fueron ajustadas de fábrica para permitir una conducción más deportiva. Las llantas de las ruedas eran de aleación ligera de 18 pulgadas con la opción de ponerlas cromadas.
Internamente se distinguía de sus hermanos por traer de serie inserciones en la tapicería y en el salpicadero del color a juego con el mismo color de la carrocería, volante de cuero con control de audio y crucero y cubre equipajes trasero enrollable automáticamente. Opcionalmente podía instalarse climatizador.
Exteriormente se distinguía por llevar las manillas de las puertas cromadas o mimetizadas en el color de la carrocería (en vez de negras) una moldura lateral cromada a cada lado, un escape cromado y rotulación R/T por los lados.
El Caliber R/T dejó de fabricarse en el 2010.

### DODGE CALIBER SRT4

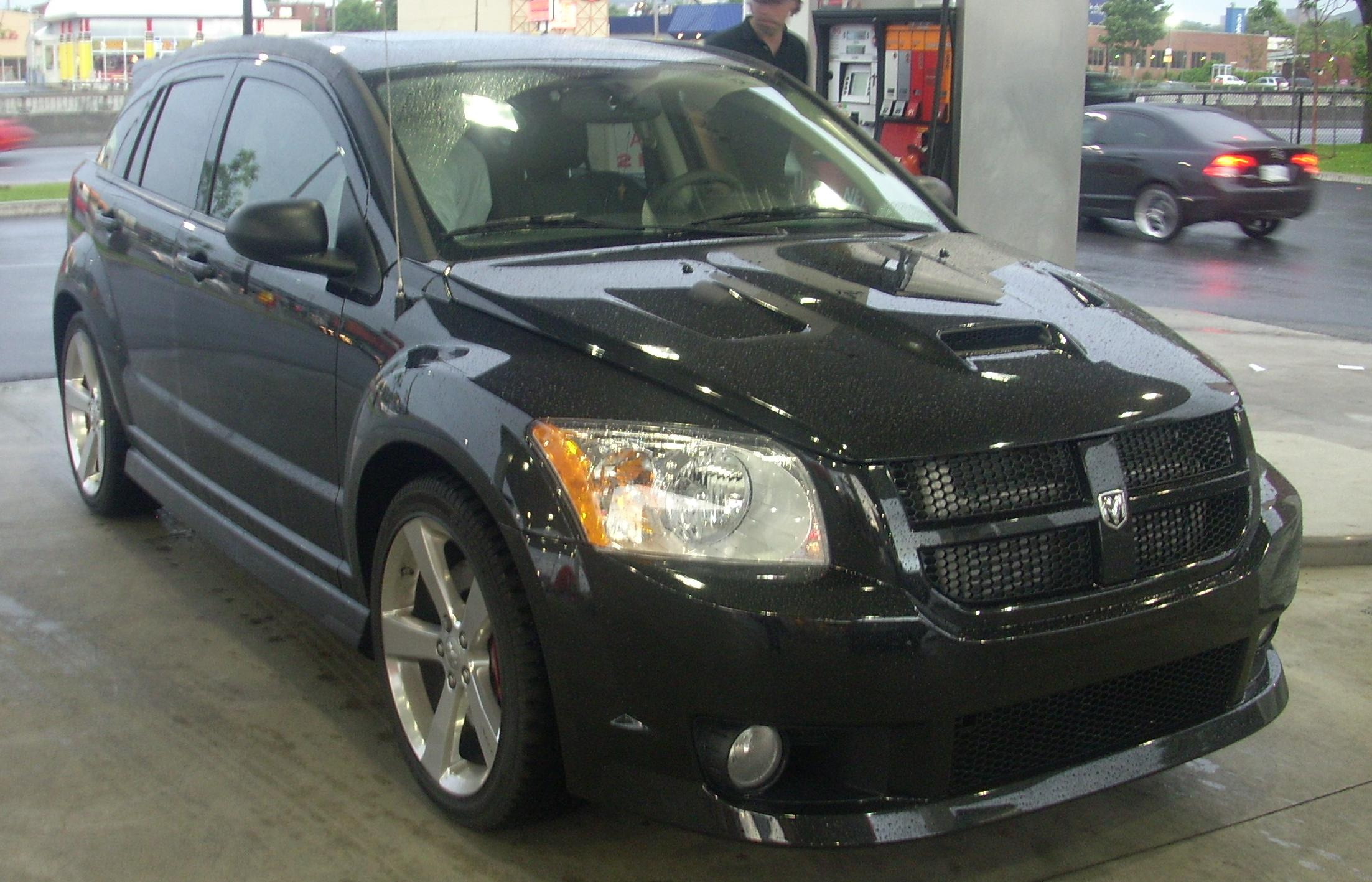
Dodge Caliber SRT4

Esta variante sí llegó a Europa en 2008, aunque no tuvo éxito. Era la más potente de la gama y fue mostrado por primera vez en el Chicago Auto Show de 2006. Se fabricó únicamente durante el año 2008 y 2009. Sus siglas provienen de Street and Racing Technology Group, es decir, este modelo fue diseñado exclusivamente por el departamento de diseño deportivo de la Chrysler, como ya lo hizo anteriormente con otros modelos.
Montaba el motor de gasolina WORLD de cuatro cilindros en línea y 2,4i dotado de un turbocompresor de origen Mitsubishi y con una gestión de tiempo variable multiválvula (DVVT) que le hacían desarrollar 285 CV (213 kW) a 6.,400 rpm, en la tracción delantera, el máximo torque lo alcanzaba a 5.600 rpm con 359 N.m. Disponía de un cambio de marchas Getrag de seis velocidades a las ruedas delanteras y estas disponían de unos discos de freno de mayor diámetro (34 cm) con doble pistón y con unos discos traseros de 30 cm.
Las llantas de serie de aleación eran de 19 pulgadas rotuladas SRT . Como opciones más destacadas estaba la posibilidad de equiparlo con unas ruedas de aluminio pulido, o bien unas ruedas Goodyear F1, un equipo de audio SIRIUS con radio por satélite, ordenador de a bordo EVIC con posibilidades de mostrar rendimientos de potencia y diferentes colores de carrocería.

## Progresión

### 2009
Se introdujeron manillas de las puertas en el color de la carrocería, (en Europa siempre dependió de la versión). Los guarnecidos interiores se mudaron al negro en vez de grises, (no en Europa, que siempre fueron color crema). En la parte posterior las letras DODGE se movieron a la izquierda y las letras CALIBER a la derecha.

### 2010 (USA)
Mostrado en el Salón del motor de Frankfurt en el 2009, se retocó el interior confiriéndole más metal y cristal para sustituir el plástico, se le añadió un asiento eléctrico al conductor, espejos exteriores calefactados y climatizador de serie. La guantera cambia y se sitúa encima de la radio con un sistema de empuje para abrir y cerrarla.
El motor WORLD 1,8i deja de montarse en todas las versiones (SE y SXT) y el modelo SRT4 deja de fabricarse. Los modelos europeos reciben el nuevo motor diésel descrito anteriormente.
En el mercado Norteamericano exclusivamente, todos los modelos fueron renombrados. El SE se llamó “Main Street”, el SXT “Heat” el R/T “Rush”. Todas ellas venían equipadas de serie con llantas de 17 pulgadas y control ABS, ESP BAS. Se lanzaron dos nuevos modelos: Una variante muy lujosa llamada “Uptown” y otra muy básica llamada “Express”, con vistas a uso como vehículo comercial, la cual era igual a la antigua serie SE y volvieron los plásticos iniciales, por lo que no aceptaba la opción del climatizador y venía de serie con llantas de acero y tapacubos de 15 pulgadas.

### 2011
Este año se introdujeron seis nuevos colores y venían equipados todos los modelos con el control de estabilidad excepto en el modelo Express. Audio SIRIUS si se montaba el navegador. Llantas de 18 pulgadas en el modelo Uptown. Se modificó ligeramente la dirección, suspensiones y barra antivuelco trasera en los modelos Heat y Rush. La crisis financiera del 2007 que a su vez produjo la disgregación del grupo DaimlerChrysler, unido a la gran caída de ventas del grupo en EE. UU. y Europa por el azote de la crisis, hizo que Chrysler entrara en quiebra siendo rescatada por el gobierno estadounidense. Posteriormente Chrysler fue adquirida por el grupo Fiat, la cual decidió reducir numerosos costos y por tanto numerosos modelos del grupo, entre los que estaba el Dodge Caliber. El nuevo grupo decidió continuar la producción de su hermano mayor, el Dodge Journey (Fiat Freemont) cancelando la fabricación del Caliber. Por tanto el 23 de noviembre de 2011 salió de la línea de montaje el último Dodge Caliber en su fábrica de Belvidere, Illinois, vendiendo las unidades acumuladas en inventario durante el año 2012.

### 2012
En el último año de venta, todos los modelos pasaron a llamarse SE, SXT y SXT Plus, hasta fin de existencias. Esta última versión traía de serie todas las opciones del SXT, incluidas las llantas de 18 pulgadas, además del asiento eléctrico ajustable del conductor.

## Dodge Caliber 2011 (Europa)
En este año, la gama del Caliber recibió, al igual que en América, nuevos colores. Uno de ellos fue la tonalidad "verde pistacho oscuro". Pero, la gama de motores y acabados se redujo a un solo motor, (el conocido 2.0 CRD 140cv). Este estaba disponible con tres acabados: SE, (básico); SXT, (lujoso) y SXT DPF, que era un SXT con filtro de partículas y tapicería de cuero. Todos los acabados llevaban caja de cambios de seis velocidades.
También fue en 2011 cuando Dodge "prometió" a Europa un nuevo motor diésel CRD de 163cv, el cual podía haber sido una compra interesante, pero nunca llegó.
A finales de 2011, el Dodge Caliber cesó su producción, quedando algunas unidades de inventario y KM0 en concesionarios. Para febrero de 2012, Dodge habría dejado de vender automóviles en Europa, dedicándose desde entonces únicamente al mercado americano. 